# Pietro Micca (sous-marin, 1917)
Pour les articles homonymes, voir Pietro Micca (sous-marin).
Ne doit pas être confondu avec le sous-marin mouilleur de mines Pietro Micca (sous-marin, 1935)
Le Pietro Micca est un sous-marin, navire de tête de la classe Pietro Micca, en service dans la Regia Marina à la fin de la Première Guerre mondiale.
Le navire a été nommé en l'honneur de Pietro Micca (1677-1706), surnommé Passepërtut ("passe-partout" en piémontais), un militaire piémontais mort héroïquement pour sa patrie, lors de la défense de la citadelle de Turin, assiégée par les Français, au cours de la guerre de succession d'Espagne. Il est célébré comme héros italien.

## Caractéristiques
La classe Pietro Micca déplaçaient 862 tonnes en surface et 1 244 tonnes en immersion. Les sous-marins mesuraient 63,2 mètres de long, avaient une largeur de 6,2 mètres et un tirant d'eau de 4,26 mètres. Ils avaient une profondeur de plongée opérationnelle de 50 mètres. Leur équipage comptait 40 officiers et soldats.
Pour la navigation de surface, les sous-marins étaient propulsés par deux moteurs diesel FIAT ou Tosi de 2 600 chevaux-vapeur (cv) (1 910 kW), chacun entraînant un arbre d'hélice. En immersion, chaque hélice était entraînée par un moteur électrique de 650 chevaux-vapeur (478 kW). Ils pouvaient atteindre 14,5 nœuds (26,8 km/h) en surface et 11 nœuds (20,3 km/h) sous l'eau. En surface, la classe Pietro Micca avait une autonomie de 2 100 milles nautiques (3 890 km) à 10 noeuds (18,5 km/h); en immersion, elle avait une autonomie de 180 milles nautiques (333 km) à 3 noeuds (5,6 km/h).
Les sous-marins étaient armés de six tubes lance-torpilles de 45 centimètres, quatre à l'avant et deux à l'arrière, pour lesquels ils transportaient un total de 8 torpilles. Ils étaient également armés d'un canon de pont de 76/40 Model 1916 à l'avant de la tour de contrôle (kiosque) et un canon de pont 76/30 Model 1914 à l'arrière de la tour de contrôle pour le combat en surface.

## Construction et mise en service
Le Pietro Micca est construit par le chantier naval de l'Arsenale militare marittimo della Spezia (Arsenal militaire maritime de La Spezia) de La Spezia en Italie, et mis sur cale le 20 septembre 1915. Il est lancé le 3 juin 1917 et est achevé et mis en service le 28 septembre 1917. Il est commissionné le même jour dans la Regia Marina.

## Historique
Son premier commandant est le capitaine de corvette Albino Bottini, qui est remplacé le 16 juillet 1918 par son homologue Giuseppe Diaz.
Il devient opérationnel en août 1918, le 28 du mois il est déployé à La Spezia et effectue quelques missions anti-sous-marines et défensives des voies de navigation marchande jusqu'en novembre.
De novembre 1918 à 1920, il opère dans des zones non encore démobilisées.
Après son retour à La Spezia, il y est employé pour s'entraîner avec les autres sous-marins de sa classe.
Placé sous le contrôle direct du commandement des forces navales en juillet 1923, il continue à être employé pour l'entraînement en mer Tyrrhénienne.
En octobre 1925, il passe au nouveau Commandement de la division sous-marine.
Il participé à l'exercice de juin 1926 - sous le commandement du capitaine de corvette Romeo Oliva - et à la revue navale d'Ostie.
Il effectue des croisières d'entraînement dans la mer Tyrrhénienne jusqu'en 1930, puis il est radié le 2 juin 1930 et mis au rebut.